# Фантанеле (Сибињ)
Фантанеле (рум. Fântânele) насеље је у Румунији у округу Сибињ у општини Салиште. Oпштина се налази на надморској висини од 598 m.

## Историја
Према државном шематизму православног клира Угарске 1843. године у месту "Какова" је живело 380 породица. Православни свештеници су тада поп Тома Поповић и поп Јован Бурзан.

## Становништво
Према подацима из 2002. године у насељу је живело 252 становника, од којих су сви румунске националности.